# Влада Аврамов
Влада Аврамов (серб. Vlada Avramov, нар. 5 квітня 1979, Новий Сад) — сербський футболіст, воротар клубу «Аталанта».
Виступав за низку інших італійських команд, має в активі дві гри за національну збірну Сербії.

## Клубна кар'єра
Народився 5 квітня 1979 року в місті Новий Сад. Вихованець футбольної школи клубу «Воєводина». Дорослу футбольну кар'єру розпочав 1998 року в основній команді того ж клубу, в якій провів три сезони, взявши участь у 44 матчах чемпіонату. 
Згодом з 2001 по 2007 рік грав у складі команд клубів «Віченца», «Пескара», «Фіорентина» та «Тревізо».
Своєю грою за останню команду знову привернув увагу представників тренерського штабу клубу «Фіорентина», до складу якого повернувся 2007 року. Цього разу відіграв за «фіалок» наступні чотири сезони своєї ігрової кар'єри, хоча до основного складу йому пробитися не вдалося.
Протягом 2011—2014 років захищав кольори клубів «Кальярі» та «Торіно».
До складу клубу «Аталанта» приєднався 2014 року. За новий клуб грав лише в матчах на Кубок Італії.

## Виступи за збірну
У 2006-2007 роках залучався до складу національної збірної Сербії. Провів у формі головної команди країни лише 2 матчі, пропустивши 2 голи.

## Статистика виступів

### Статистика клубних виступів
| Сезон                  | Команда                | Чемпіонат              | Чемпіонат | Чемпіонат | Національний кубок | Національний кубок | Національний кубок | Континентальні кубки | Континентальні кубки | Континентальні кубки | Інші змагання | Інші змагання | Інші змагання | Усього | Усього |
| Сезон                  | Команда                | Ліга                   | Ігор      | Голів     | Ліга               | Ігор               | Голів              | Ліга                 | Ігор                 | Голів                | Ліга          | Ігор          | Голів         | Ігор   | Голів  |
| ---------------------- | ---------------------- | ---------------------- | --------- | --------- | ------------------ | ------------------ | ------------------ | -------------------- | -------------------- | -------------------- | ------------- | ------------- | ------------- | ------ | ------ |
| 1998–99                | «Воєводина»            | ЧЮ                     | 6         | -?        | -                  | -                  | -                  | -                    | -                    | -                    | -             | -             | -             | 6      | -?     |
| 1999–00                | «Воєводина»            | ЧЮ                     | 22        | -?        | -                  | -                  | -                  | -                    | -                    | -                    | -             | -             | -             | 22     | -?     |
| 2000–01                | «Воєводина»            | ЧЮ                     | 16        | -?        | -                  | -                  | -                  | -                    | -                    | -                    | -             | -             | -             | 16     | -?     |
| Усього за «Воєводину»  | Усього за «Воєводину»  | Усього за «Воєводину»  | 44        | -?        |                    | -                  | -                  |                      | -                    | -                    |               | -             | -             | 44     | -?     |
| 2001–02                | «Віченца»              | B                      | 1         | -2        | КІ                 | 0                  | -0                 | -                    | -                    | -                    | -             | -             | -             | 1      | -2     |
| 2002–03                | «Віченца»              | B                      | 21        | -25       | КІ                 | 2                  | -1                 | -                    | -                    | -                    | -             | -             | -             | 23     | -26    |
| 2003–04                | «Віченца»              | B                      | 41        | -43       | КІ                 | 1                  | -1                 | -                    | -                    | -                    | -             | -             | -             | 42     | -44    |
| 2004–05                | «Віченца»              | B                      | 23        | -40       | КІ                 | 2                  | -2                 | -                    | -                    | -                    | -             | -             | -             | 25     | -42    |
| 2005                   | «Віченца»              | B                      | 0         | 0         | КІ                 | 1                  | -2                 | -                    | -                    | -                    | -             | -             | -             | 1      | -2     |
| Усього за «Віченцу»    | Усього за «Віченцу»    | Усього за «Віченцу»    | 86        | -110      |                    | 6                  | -6                 |                      | -                    | -                    |               | -             | -             | 92     | -116   |
| 2005–06                | «Пескара»              | B                      | 26        | -24       | КІ                 | -                  | -                  | -                    | -                    | -                    | -             | -             | -             | 26     | -24    |
| 2006–07                | Тревізо                | B                      | 38        | -41       | КІ                 | -                  | -                  | -                    | -                    | -                    | -             | -             | -             | 38     | -41    |
| 2007–08                | Фіорентина             | A                      | 2         | -1        | КІ                 | 0                  | -0                 | КУЄФА                | 0                    | -0                   | -             | -             | -             | 2      | -1     |
| 2008–09                | Фіорентина             | A                      | 0         | -0        | КІ                 | 0                  | -0                 | ЛЧ+КУЄФА             | 0                    | -0                   | -             | -             | -             | 0      | -0     |
| 2009–10                | Фіорентина             | A                      | 2         | -4        | КІ                 | 1                  | -2                 | ЛЧ                   | 1                    | -2                   | -             | -             | -             | 4      | -8     |
| 2010–11                | Фіорентина             | A                      | 1         | -2        | КІ                 | 2                  | -2                 | -                    | -                    | -                    | -             | -             | -             | 3      | -4     |
| Усього за «Фіорентину» | Усього за «Фіорентину» | Усього за «Фіорентину» | 5         | -7        |                    | 3                  | -4                 |                      | 1                    | -2                   |               | -             | -             | 9      | -13    |
| 2011–12                | Кальярі                | A                      | 3         | -0        | КІ                 | 1                  | -2                 | -                    | -                    | -                    | -             | -             | -             | 4      | -2     |
| 2012–13                | Кальярі                | A                      | 5         | -7        | КІ                 | 2                  | -3                 | -                    | -                    | -                    | -             | -             | -             | 7      | -10    |
| 2013–14                | Кальярі                | A                      | 23        | -25       | КІ                 | 0                  | -0                 | -                    | -                    | -                    | -             | -             | -             | 23     | -25    |
| Усього за «Кальярі»    | Усього за «Кальярі»    | Усього за «Кальярі»    | 31        | -32       |                    | 3                  | -5                 |                      | -                    | -                    |               | -             | -             | 34     | -37    |
| 2014                   | «Торіно»               | A                      | 0         | -0        | КІ                 | 0                  | -0                 | ЛЄ                   | 0                    | -0                   | -             | -             | -             | 0      | -0     |
| 2014–15                | «Аталанта»             | A                      | 0         | -0        | КІ                 | 2                  | -3                 | -                    | -                    | -                    | -             | -             | -             | 2      | -3     |
| Усього за кар'єру      | Усього за кар'єру      | Усього за кар'єру      | 230       | -214+     |                    | 14                 | -18                |                      | 1                    | -2                   |               | -             | -             | 245    | -234+  |

### Статистика виступів за збірну
| Дата       | Місто   | Господарі | Результат | Гості     | Турнір            | Голи | Примітки |
| ---------- | ------- | --------- | --------- | --------- | ----------------- | ---- | -------- |
| 21/11/2007 | Белград | Сербія    | 2 – 2     | Польща    | Відбір до ЧЄ 2008 | -2   |          |
| 24/11/2007 | Белград | Сербія    | 1 – 0     | Казахстан | Відбір до ЧЄ 2008 | -    | 93'      |
| Усього     |         | Матчів    | 2         |           | Голів             | -2   |          |